# Ellipse (géographie)
Dans les années suivant la Seconde Guerre mondiale, les géographes ont eu l'occasion d'utiliser la télédétection aéroportée, celle-ci étant désormais utilisée à des fins civiles.
Cette nouvelle technique disponible permit la découverte de formes spatiales héritées invisibles depuis le sol et à l'échelle de l'individu. André Meynier, définit ainsi, dans les bocages bretons, des ellipses bocagères. Des auteurs moins connus le suivirent dans cette voie, notamment Marcel Gautier, en Vendée. Ces ellipses furent interprétées comme la trace d'anciens défrichements inscrits sur le palimpseste des parcellaires ruraux.
Ces travaux aboutirent à une thèse sur les formes circulaires écrite par Jacqueline Soyer. Après 1979 (publication de Jean-Pierre Marchand sur des ellipses en Mayenne), le thème fut abandonné par les géographes mais repris par les archéologues, notamment l'équipe de Gérard Chouquer,,, à l'université de Bourgogne. 
Ce type de recherche a semblé perdre de sa pertinence avec les évolutions épistémologiques de la géographie française, mais cela se discute puisqu'une thèse fut soutenue en 2011 pour réhabiliter ce sujet.